# Nanohyla arboricola
Nanohyla arboricola es una especie de anfibio anuro de la familia Microhylidae. Esta especie es endémica de Vietnam. Habita entre los 800 y 1500 m de altitud en el sur de la cordillera Annamita en las provincias de Khánh Hòa y Đắk Lắk. Habita en bosques perennifolios mixtos. Se reproduce durante la estación lluviosa. Pone hasta 30 huevos en fitotelmas en las que sus renacuajos se desarrollan.

## Publicación original
- Poyarkov, Vassilieva, Orlov, Galoyan, Tran, Le, Kretova & Geissler, 2014 : Taxonomy and distribution of narrow-mouth frogs of the genus Microhyla Tschudi, 1838 (Anura: Microhylidae) from Vietnam with descriptions of five new species. Russian Journal of Herpetology, vol. 21, p. 89–148.[2]